# Selenops willinki
Selenops willinki är en spindelart som beskrevs av José Antonio Corronca 1996. Selenops willinki ingår i släktet Selenops och familjen Selenopidae. Inga underarter finns listade i Catalogue of Life.